# Junker Queen
Odessa "Dez" Stone, más conocida como Junker Queen es un personaje ficticio introducido por primera vez en el videojuego Overwatch 2, desarrollado por Blizzard Entertainment y estrenado en 2022.

## Desarrollo del personaje
Junker Queen siempre ha existido en el lore de Overwatch, pues desde la introducción del concepto de Junkertown, lugar de donde son originarios los personajes de Junkrat y Roadhog, se confirmó que el lugar tenía a una reina, a la cual se había podido ver en pequeños artes y imágenes oficiales del juego. Por ejemplo, en 2017, la comunidad de jugadores pudieron ver, en el tráiler de presentación del mapa de Junkertown, un póster en el que salía el personaje con el mensaje "La Reina", quedando claro que la chica representada se trataba de la reina de dicho lugar. Aunque su existencia estaba confirmada, pero no existía nada de información oficial, internet se llenó de fan arts inspirados en ese pequeño vistazo del personaje. En 2018, en el tráiler de presentación del personaje de Wrecking Ball, se podía ver como él llegaba a Junkertown para pelear en el coliseo, resultando vencedor y siendo contratado por Junker Queen como su guardaespaldas, y ahí la podemos ver durante un breve instante durante esa cinemática.
Junker Queen fue presentada oficialmente el 12 de junio de 2022, un nuevo personaje tanque que llegaría junto con el lanzamiento de Overwatch 2 el 4 de octubre de ese año, aunque en realidad se pudo jugar con ella de forma anticipada. 
Luego de su presentación oficial, mediante un artículo en su web oficial, Blizzard Entertainment explicó que, al ser un personaje que ya existía dentro del lore de Overwatch, debieron utilizar un diseño descendente para integrar las partes ya presentadas, como Junkertown y todos sus conceptos, para encajarlos a las mecánicas del nuevo personaje. También comentaron que, al principio, su habilidad definitiva iba a ser un torbellino, pero querían darle más utilidad a su guantelete magnético, por lo que se optó por hacer que, utilizándolo, Junker Queen creara una especie de nube filosa haciendo girar rápidamente su cuchillo y su hacha, y lanzarse en carga contra los enemigos.
El 28 de junio, la segunda beta de Overwatch 2 añadió a Junker Queen como personaje jugable, Los jugadores comenzaron a abusar de las habilidades de Junker Queen, y muchos temían que Blizzard cometiera los mismos errores de balance con este personaje, siendo bastante poderoso. Antes del último fin de semana de la beta, Blizzard subió un parche que corregía varios detalles al juego, así como también nerfeó a varios personajes, entre ellos, a Junker Queen. En septiembre de 2022, a escasos días antes del estreno oficial del acceso anticipado de Overwatch 2, Blizzard volvió a notificar sobre un nuevo parche, en el que nuevamente se nerfeó a Junker Queen. Desde el 4 de octubre, con el estreno de Overwatch 2, el personaje ha estado disponible en el juego desde el principio, sin requisitos de desbloqueo para los jugadores que vengan del Overwatch original, y para los jugadores nuevos, basta con completar el tutorial y jugar unas pocas partidas rápidas para desbloquearla.

## Biografía ficticia
En su cinemática de historia de origen, "The Wastelander", vemos como la indefensa Odessa Stone fue exiliada de Junkertown hacia al páramo cuando apenas era una niña pequeña. Ahí, creció con ira y odio, enfrentando a los ómnicos salvajes que acechaban en cada esquina. Un par de décadas después, ahora Dez posee una altura de poco más de dos metros y un físico musculoso. También cuenta con equipamiento construido a base de chatarra, como un cuchillo de combate que puede recuperar al lanzarlo gracias a un guantelete con un poderoso imán; un hacha hecha de chatarra y una poderosa escopeta. Dez regresa a Junkertown para participar en un combate de gladiadores que decidirá al nuevo rey. En dicho duelo, se enfrentará en un coliseo a dos contendientes más, Meri y Geiger, y al propio Junker King, llamado Mason Howl. Dez vence con dificultades a Meri y Geiger, pero evita matarlos, mientras que desafía a Juker King, quien termina enfrentándose a ella, siendo vencido, perdiendo su corona y su trono, quedando en manos de una moradora del páramo, algo nunca antes visto en Junkertown. La victoria de Dez, ahora llamada Junker Queen, es celebrada por Junkrat, que observó la pelea desde el público. Junker Queen gobierna con mano firme, es despiadada con sus enemigos, es cruel para cobrar los impuestos a su gente y considera que todos, incluso quienes ni siquiera la conozcan o no pertenezcan a Junkertown, deben adorarla como su reina y obedecerle. Muchas historias se cuentan sobre ella, y hoy en día, ha alcanzado el estatus de leyenda de Junkertown.